# ウラジーミル・トルロポフ
ウラジーミル・アレクサンドロヴィチ・トルロポフ（ロシア語: Владимир Александрович Торлопов、コミ語: Торлопов Ӧльӧксан Володь、ラテン文字転写の例：Vladimir Aleksandrovich Torlopov、1949年11月14日 -  ）は、ロシアの政治家。ロシア連邦内コミ共和国大統領（第2代）などを歴任。

## 経歴
大学卒業後、1971年教師となる。1972年に徴兵され兵役に就く。兵役終了後、1973年に教壇に戻る。1974年から労働組合専従となり、コミ州労働組合会議指導員を最初に州レベルの労組幹部級ポストを歴任し、1990年1月コミ州労働組合議長。
コミ共和国議会代議員に選出され、コミ共和国立法会議議長に選出され、ロシア連邦憲法の規定によりロシア連邦議会上院連邦会議議員となる。1996年2月上院社会政策問題委員会議長に選出された。以後もコミ共和国国家評議会議長、第2期ロシア上院議員を務めた。
2001年12月の大統領選挙に立候補し、40パーセントの得票を獲得して当選した。コミでは1990年以来、ユーリ・スピリドノフが政権を維持してきたが、これを下しての勝利であった。2002年1月コミ共和国大統領に正式就任。2期務め、2010年1月に退任した。
| 公職                      | 公職                                    | 公職                          |
| ------------------------- | --------------------------------------- | ----------------------------- |
| 先代 ユーリ・スピリドノフ | コミ共和国大統領 第2代：2002年 - 2010年 | 次代 ヴャチェスラフ・ガイゼル |